# 共轭先验
在贝叶斯统计中，如果后验分布与先验分布属于同类，则先验分布与后验分布被称为共轭分布，而先验分布被称为似然函数的共轭先验（Conjugate prior）。比如，高斯分布家族在高斯似然函数下与其自身共轭 (自共轭)。这个概念，以及「共轭先验」这个说法，由霍华德·拉法拉和罗伯特·施莱弗尔在他们关于贝叶斯决策理论的工作中提出。 类似的概念也曾由乔治·阿尔弗雷德·巴纳德独立提出。
具体地说，就是给定贝叶斯公式
{\displaystyle p(\theta |x)={\frac {p(x|\theta )p(\theta )}{\int p(x|\theta ')p(\theta ')d\theta '}},}
假定概似函數 {\displaystyle p(x|\theta )} 是已知的，问题就是选取什么样的先验分布{\displaystyle p(\theta )} 会让后验分布与先验分布具有相同的数学形式。
共轭先验的好处主要在于代数上的方便性，可以直接给出后验分布的解析解，否则的话只能数值计算。共轭先验也有助于获得关于似然函数如何更新先验分布的直观印象。
所有指数家族的分布都有共轭先验。 